# Prison Playbook
Prison Playbook (en hangul: 슬기로운 감빵생활; RR: Seulgiroun Gamppangsaenghwal, lit. Wise Prison Life), es una serie de televisión surcoreana transmitida desde el 22 de noviembre de 2017 hasta el 18 de enero de 2018 a través de tvN.

## Sinopsis
La serie gira en torno a la vida de los convictos tras las rejas, sus familias y oficiales de servicio que trabajan en las instalaciones correccionales de Seobu.
Kim Je-hyuk, es un lanzador de béisbol superestrella, que es declarado culpable de asalto luego de salvar a su hermana, después de usar fuerza excesiva mientras perseguía a un hombre que había intentado agredirla sexualmente. Sorprendentemente para él y el resto de la nación, es sentenciado a pasar un año en la prisión.
Ahí se reencuentra con Lee Joon-ho, su amigo de la infancia y un antiguo compañero del equipo de béisbol, quien renunció a sus sueños después de estar implicado en un accidente automovilístico.

## Reparto

### Personajes principales
| Actor                                         | Personaje   | N.º de episodios | Notas |
| --------------------------------------------- | ----------- | ---------------- | --- |
| Park Hae-soo Lee Tae-sun Kang Ji-suk (강지석) | Kim Je-hyuk | 16               | Es un jugador de béisbol superestrella y el mejor lanzador de relevos de Corea, que está a punto de ir a los Estados Unidos y firma un contrato con un equipo de grandes ligas, sin embargo de pronto su vida da un giro cuando de la noche a la mañana se convierte en un convicto, luego de ser sentenciado a prisión por usar fuerza excesiva, luego de atacar a un hombre que había intentado abusar de su hermana menor Kim Je-hee. |
| Jung Kyung-ho Lee Do-hyun Lee Seung-woo       | Lee Joon-ho | 16               | Es un oficial de prisión de élite y el mejor amigo de Kim Je-hyuk. |

### Personajes recurrentes[3]

#### Familiares y amigos
| Actor                                  | Personaje    | N.º de episodios | Notas |
| -------------------------------------- | ------------ | ---------------- | --- |
| Kim Kyung-nam                          | Lee Joon-dol | -                | Es un reportero y el hermano menor de Joon-ho, así como el fan número uno de Je-hyuk. Constantemente tiene peleas con su hermano, debido a que parece querer más a Je-hyuk como a un hermano que a Joon-ho. |
| Lim Hwa-young Han Ji-won               | Kim Je-hee   | -                | Es la hermana menor de Kim Je-hyuk y la novia de Lee Joon-ho. |
| Park Hye-jin                           | -            | -                | Es la madre de Lee Joon-ho y Lee Joon-dol. |
| Ye Soo-jung                            | Park Sun-ja  | -                | Es la madre de Kim Je-hyuk y Kim Je-hee. |
| Krystal Jung Lee Chae-yoon Shin Rin-ah | Kim Ji-ho    | -                | Es una estudiante de medicina tradicional coreana y novia de Kim Je-hyuk. |
| Yoo Jae-myung                          | -            | -                | Es el abogado de Je-hyuk. |

#### Oficiales del centro de detención Seobu
| Actor        | Personaje     | N.º de episodios | Notas |
| ------------ | ------------- | ---------------- | --- |
| Sung Dong-il | Jo Ji-ho      | -                | Es un veterano jefe de guardia de prisión que es rápido y flexible cuando se trata de resolver incidentes que tienen lugar dentro de la prisión. |
| Kim Ki-nam   | Choi Hyun-woo | -                | Es un oficial de la prisión. |
| Lee Do-kyum  | Park Do-gyum  | -                | Es un guardia novato. |

#### Oficiales del penal Seobu
| Actor                               | Personaje          | N.º de episodios | Notas |
| ----------------------------------- | ------------------ | ---------------- | --- |
| Ahn Sang-woo                        | Kim Yong-chul      | -                | Es el director de la prisión. |
| Jung Woong-in                       | Paeng Se-yoon      | -                | Es un feroz guardia de la prisión y asistente en jefe de sección. Es conocido por hablar groseramente con los reclusos. Aunque por fuera parece un hombre duro, en realidad es la persona que más se preocupa y se hace amigo de las personas que merecen su amistad, sin importarle si esa persona es un recluso. |
| Choi Yeon-dong (최영우)             | Lee Jung-jae       | -                | Es el vicedirector. |
| Park Hyung-soo Lee Shi-woo (이시우) | Capt. Na Hyung-soo | -                | Es un jefe de departamento. |
| Kang Ki-doong                       | Song Ki-doong      | -                | Es un guardia de la prisión. |
| Bae Ho-geun (배호근)                | Jang Yoon-hwan     | -                | Es el director médico de la prisión. |
| Jung Jin (정진)                     | -                  | -                | Es un oficial de la prisión. |
| Yoo Hyung-kwan (유형관)             | Shim Woo-kyung     | -                | Es un jefe de sección. |
| Kwon Da-ham (권다함)                | -                  | -                | Es un médico civil de la prisión. |
| Choi Young-woo (최영우)             | Jefe Lee           | -                | |
| -                                   | Park Seong-jae     | -                | Es un oficial. |
| -                                   | Ok Ji-sang         | -                | Es un oficial. |
| -                                   | Teniente Han       | -                | |

#### Reclusos del centro de detención Seobu
| Actor                  | Personaje       | Apodo                       | N.º de episodios | Notas                                                                                   |
| ---------------------- | --------------- | --------------------------- | ---------------- | --------------------------------------------------------------------------------------- |
| Kim Sung-cheol         | Kim Young-cheol | "Jailbird"                  | -                | Es un joven que frecuentemente entra y sale de prisión. Su hermana es una farmacéutica. |
| Lee Ho-chul            | Gal Dae-bong    | "Good-for-nothing Low-life" | -                |                                                                                         |
| Jung Jae-sung          | Myung           | "Professor"                 | -                | [ 6 ]                                                                                   |
| Ahn Chang-hwan         | Dong-ho         | "Croney"                    | -                |                                                                                         |
| Lee Hoon-jin           | Song Se-min     | "Soji"                      | -                | Es un transportista de mercancías.                                                      |
| Kim Jae-geon           | -               | -                           | -                | Es un recluso mayor del centro de detención.                                            |
| Choi Kwang-il (최광일) | -               | -                           | 1-2              | Es un recluso condenado a muerte.                                                       |

#### Reclusos de la penitenciaría Seobu
| Actor                      | Personaje                  | Apodo                                | Episodio donde apareció | Notas |
| -------------------------- | -------------------------- | ------------------------------------ | ----------------------- | --- |
| Choi Moo-sung              | Kim Min-chul               | "Long-term Prisoner"                 | -                       | Es un miembro de una pandilla que es sentenciado a veinticinco años de prisión por asesinato. |
| Park Ho-san                | Kang Chul-doo Lee Min-chul | "KAIST"                              | -                       | Es un ingeniero que es sentenciado a prisión por tres años y seis meses por estafa de juego. Es el padre de Kang Gun-woo. |
| Jung Min-sung              | Go Park-sa                 | "Doctor Go"                          | -                       | Es un gerente que es encarcelado por malversar de diez mil millones de wones de su compañía. |
| Lee Kyu-hyung Kim Jin-sung | Yoo Han-yang               | "Second-generation Chaebol" "Looney" | -                       | Es un chaebol de segunda generación que constantemente entra a la penitenciaría de Seobu, por reincidir en su hábito de las drogas. No tiene sentido del espacio personal y siempre dice lo que piensa y toca las cosas que no son suyas, por lo que generalmente es golpeado, en especial por Park-sa. Es el responsable de ayudar a Kim Je-hyuk a sonreír de nuevo, mientras está en la prisión. |
| Jung Hae-in                | Yoo Jeong-woo              | "Captain Yoo"                        | -                       | Es un cruel criminal, que luego de golpear brutalmente y sin piedad a un miembro de su equipo, este muere. Fue un capitán del ejército. |
| Shin Jae-ha                | Kim Min-sung               | -                                    | -                       | Es un estudiante pobre y empleado a tiempo parcial de una tienda de conveniencia que termina en la prisión por no poder pagar el acuerdo, luego de involucrarse en un accidente automovilístico. |
| Kang Seung-yoon            | Lee Joo-hyung Lee Jong-won | "Jang Bal-jang"                      | -                       | Lee Joo-hyung: es un joven delincuente convicto que no puede abstenerse de robar. Lee Jong-won: es el amigo de Lee Min-chul, que fue ejecutado en 1996. |
| Choi Sung-won              | Jo Ki-chul                 | "Spot"                               | -                       | |
| Joo Suk-tae                | Yeom Sang-jae              | -                                    | -                       | Es un prisionero y el jefe de las operaciones. |
| Kim Yong-woon              | Yong-shik                  | -                                    | -                       | Es un recluso que trabaja en la carpintería. |
| Kim Han-jong               | Han-jung                   | "Daehyungsoji"                       | -                       | Es un prisionero que se encarga de llevar los mensajes del ala 2. |
| Lee Young-suk              | Moo Ki-soo                 | -                                    | -                       | Es un prisionero condenado a cadena perpetua. |
| Bae Jin-woong              | Jin-woong                  | -                                    | -                       | Es el "vendedor" de la prisión. |
| Park Young-soo             | Kim Tae-wook               | -                                    | -                       | Es un recluso demente. |
| Lee Kyu-sung (이규성)      | Young-soo                  | -                                    | -                       | Es un recluso que trabaja en el grupo de carpintería. |
| Kim Tae-soo (김태수)       | -                          | -                                    | -                       | Es un recluso que trabaja en el grupo de carpintería. |
| Jo Kyung-hoon (조경훈)     | -                          | -                                    | -                       | Es un prisionero. |
| Kim Ki-moo (김기무)        | -                          | -                                    | -                       | Es el jefe de una pandilla arrestado por violación del ala 1. |
| Lee Seok (이석)            | Lee Suk-eun                | -                                    | -                       | Es un prisionero del ala 1. |
| Yoon Seung-hoon (윤승훈)   | -                          | -                                    | -                       | Es un prisionero que reemplaza a Han-jung como mensajero del ala 2B. |
| Geum Kwang-san (금광산)    | -                          | -                                    | -                       | Es un prisionero. |
| Go Man-kyu (고만규)        | -                          | -                                    | 3-5                     | Es un recluso y secuaz de Yeom Sang-jae. |
| Han Yi-jin (한이진)        | -                          | -                                    | 14                      | Es un prisionero drogadicto y conocido de Yoo Han-yang. |
| Kim Hee-chang (김희창)     | -                          | -                                    | 14                      | Es el asistente del jefe del grupo de gánsteres del penal. |
| Lee Hyun-kul (이현걸)      | -                          | -                                    | 16                      | Es un prisionero del ala 2B. |
| Lee Kyu-seob (이규섭)      | -                          | -                                    | 3                       | Es un prisionero. |

### Otros personajes
| Actor                      | Personaje          | Episodio donde apareció | Notas                                                                                           |
| -------------------------- | ------------------ | ----------------------- | ----------------------------------------------------------------------------------------------- |
| Kim Jun-han Kim Seung-chan | Song Ji-won        | -                       | Es el novio de Yoo Han-yang.                                                                    |
| Yeom Hye-ran               | -                  | 3-4, 7, 13, 15          | Es la madre de Yoo Han-yang.                                                                    |
| Seo Ji-hoon                | Min-sik            | -                       | Es un amigo de Kim Ji-ho, de quien está enamorado, sin embargo ella sólo lo ve como a un amigo. |
| Ahn Ji-hyun                | Yung-ja            | -                       | Es una amiga de Kim Ji-ho.                                                                      |
| Jung Moon-sung             | Yoo Jeong-min      | -                       | Es el hermano mayor de Yoo Jeong-woo.                                                           |
| Lee Moo-saeng              | Kang Min-koo       | -                       | Es el abogado de Yoo Jeong-woo.                                                                 |
| Lee Sang-yi                | Oh Dong-hwan       | -                       | Es un sargento del ejército.                                                                    |
| Yoo Su-bin                 | Yang Jung-suk      | -                       | Es un oficial del ejército y secuáz de Dong-hwan.                                               |
| Shin Won-ho                | Joo Jung-hoon      | -                       | Es un cabo.                                                                                     |
| Kim Mo-beom (김모범)       | Park Joon-young    | -                       | Es un soldado asesinado.                                                                        |
| Jung Dong-hoon (정동훈)    | Choi Sang-yoon     | 7-9, 12                 | Es un cabo.                                                                                     |
| Lee Do-kuk (이도국)        | Prof. Kim Jin-sung | -                       | Es el médico que atiende a Kim Je-hyuk en el hospital Ohsung.                                   |
| -                          | Kim Ji-yeon        | -                       | Es la directora del Nexen Team GM.                                                              |
| Lee Jung-hyuk (이정혁)     | -                  | -                       | Es un jugador y asistente del Nexen Team GM.                                                    |
| -                          | Kim Hae-chan       | -                       | Es el abogado de Yoo Han-yang.                                                                  |
| Han Duk-soo                | -                  | -                       | Es un presentador de noticias.                                                                  |
| Kim Kyung-rae              | -                  | -                       | Es un presentador de noticias.                                                                  |
| Ki Eun-ryung               | -                  | -                       | Es un presentador de noticias.                                                                  |
| Kang Suk-won (강석원)      | Jang               | 4                       | Es un reportero.                                                                                |
| Choi Young (최영)          | -                  | 5                       | Es el gerente de campo.                                                                         |
| Shin Hee-gook (신희국)     | Nam                | 6-10                    | Es un sargento.                                                                                 |
| Shin Dong-ryuk (신동력)    | -                  | 7                       | Es un reportero.                                                                                |
| Jang Hae-song (장해송)     | -                  | 11                      | Es un alumno de Yoo Han-yang.                                                                   |
| Shin Dong-hoon (신동훈)    | -                  | 12                      | Es un reportero.                                                                                |
| Jang Joon-ho (장준호)      | -                  | 13                      | Es un doctor de trasplante de hígado.                                                           |
| Song Young-hak (송영학)    | -                  | -                       |                                                                                                 |
| Son Kyung-won (손경원)     | Mok Jung-hyeon     | -                       | Es un sacerdote.                                                                                |
| Kim Ka-young               | -                  | -                       |                                                                                                 |
| Seo Sang-won               | -                  | -                       |                                                                                                 |
| Jung Kyung-cheol           | -                  | -                       |                                                                                                 |
| Lee Jae-wook (이재욱)      | -                  | -                       | Es un especialista en vinos.                                                                    |
| Ko I-geon (고이건)         | -                  | -                       | Es un miembro del de equipo de béisbol.                                                         |
| Lee Ki-hyuk                | -                  | -                       |                                                                                                 |
| Sung Hyun-joon             | -                  | -                       |                                                                                                 |
| Kim Young-mi (김영미)      | -                  | 16                      | Es una maestra                                                                                  |

### Apariciones invitadas
| Actor                    | Personaje     | Episodio donde apareció | Notas                                                                                           |
| ------------------------ | ------------- | ----------------------- | ----------------------------------------------------------------------------------------------- |
| Kim Joong-ki (김중기)    | -             | 16                      | Es el ayudante del ministro de justicia y el mejor amigo del oficial Na Hyung-soo.              |
| Choi Myung-bin           | Paeng Su-bin  | 16                      | Es la hija del oficial Paeng Se-yun.                                                            |
| Kim Soo-jin              | -             | 15-16                   | Es la madre de Park Joon-young, un soldado asesinado.                                           |
| Kim Ji-min               | Kim Eun-soo   | 14                      | Es la hija de Kim Min-chul.                                                                     |
| Lee So-yoon (이소윤)     | Jung Mi-suk   | 13                      | Es la exnovia de Kim Min-chul.                                                                  |
| Ji Min-hyuk Lee Tae-woo  | Kang Gun-woo  | 13                      | Es el hijo de Kang Chul-doo.                                                                    |
| Kim Sun-young            | -             | 13                      | Es la exesposa de Kang Chul-doo.                                                                |
| Kang Deok-joong (강덕중) | -             | 9                       | Es un prisionero obligado a colgarse en las duchas, fue víctima de una estafa.                  |
| Ahn Tae-young (장원형)   | Lim Sun-soo   | 8                       | Es uno de los rivales de Kim Je-hyuk, que luchan para obtener el puesto de lanzador en el 2009. |
| Tae Won-seok             | Park Eun-hyun | 8, 10                   | Es un teniente del ejército y colega de Yoo Jeong-woo.                                          |
| Lee Shin-sung (이신성)   | Nam Sang-jang | 8                       | Es el dueño del restaurante Nam y jefe de Kim Je-hee.                                           |
| Hong Seung-beom (홍승범) | -             | 6                       | Es el presentador del programa "Challenge Golden Bel".                                          |
| -                        | -             | 5                       | Es la hija del oficial Shim.                                                                    |
| Ko Young-bin (고영빈)    | Jung Dae-hyun | 5                       | Es el doctor que opera a Kim Je-hyuk.                                                           |
| Kang Hyun-joong (강현중) | -             | 5                       | Es el jefe de la antigua pandilla de Kim Min-chul.                                              |
| Kim Yong-im (김용임)     | Kim Yong-im   | 4                       | Es una participante del concurso de canto.                                                      |
| Kim Dong-chan (김동찬)   | -             | 4                       | Es un reo que baila durante el concurso e hijo del reo que canta.                               |
| Park Goo-yoon (박구윤)   | -             | 4                       | Es un reo que canta en el concurso.                                                             |
| Kim So-yul (김소율)      | Go So-ra      | 4                       | Es la hija de Go Park-sa.                                                                       |
| Park Mi-sook (박미숙)    | Go So-ra      | 3-4, 7                  | Es la esposa de Go Park-sa.                                                                     |
| Kwak Han-goo (곽한구)    | Han-goo       | 4                       | Es un ladrón de autos entrevistado en el penal Bukbu.                                           |
| Cha Soon-bae (차순배)    | -             | 4                       | Es el director del penal Bukbu, que da una entrevista.                                          |
| -                        | Ji Kyung-chun | 4                       | Es un director de la empresa donde trabajó Go Park-sa.                                          |
| Lee Do-yeop              | Do Bo-jang    | 4                       | Es un ejecutivo de la empresa donde trabajó Go Park-sa.                                         |
| Jang Joon-nyung          | -             | 3                       | Es el entrenador del equipo de béisbol "Nexen Team GM".                                         |
| Jang Hyuk-jin            | Mr. Yoo       | 2-4                     | Es el padre de Yoo Han-yang.                                                                    |
| Yang Dae-hyuk (양대혁)   | Dr. Choi      | 1                       | Es un médico en la ambulancia.                                                                  |
| Gong Sang-ah (공상아)    | -             | 1                       | Es la esposa de Hyuk-kwon y madre de Kim Ji-ho.                                                 |
| Lim Cheol-hyung (임철형) | Kim Hyuk-kwon | 1                       | Es el entrenador de la secundaria Jeil.                                                         |
| Son Kang-kuk (손강국)    | -             | 1                       | Es un taxista.                                                                                  |
| Lee Yoon-sang (이윤상)   | -             | -                       |                                                                                                 |
| Kim Jung-seok (김정석)   | Director Ji   | -                       |                                                                                                 |
| Park Kun-rak (박건락)    | -             | -                       |                                                                                                 |
| Lee Mi-yoon              | -             | -                       |                                                                                                 |

## Episodios
La serie está conformada por 16 episodios, los cuales fueron emitidos todos los miércoles y jueves a las 21:20 (KST).

### Índices de audiencia
Los números en color rojo indican las calificaciones más bajas, mientras que los números en azul indican las calificaciones más altas.
| Episodio | Fecha de emisión        | Participación promedio de audiencia | Participación promedio de audiencia | Participación promedio de audiencia | Participación promedio de audiencia |
| Episodio | Fecha de emisión        | AGB Nielsen                         | AGB Nielsen                         | TNmS                                |                                     |
| Episodio | Fecha de emisión        | Nacional                            | Seúl                                | Nacional                            |                                     |
| -------- | ----------------------- | ----------------------------------- | ----------------------------------- | ----------------------------------- | ----------------------------------- |
| 1        | 22 de noviembre de 2017 | 4.638%                              | 4.816%                              | 5.1%                                |                                     |
| 2        | 23 de noviembre de 2017 | 5.381%                              | 5.900%                              | 5.1%                                |                                     |
| 3        | 29 de noviembre de 2017 | 4.698%                              | 5.336%                              | 4.9%                                |                                     |
| 4        | 30 de noviembre de 2017 | 5.468%                              | 6.644%                              | 5.3%                                |                                     |
| 5        | 6 de diciembre de 2017  | 5.612%                              | 6.518%                              | 5.7%                                |                                     |
| 6        | 7 de diciembre de 2017  | 5.847%                              | 6.260%                              | 6.2%                                |                                     |
| 7        | 13 de diciembre de 2017 | 6.388%                              | 6.942%                              | 7.1%                                |                                     |
| 8        | 14 de diciembre de 2017 | 6.774%                              | 7.409%                              | 7.0%                                |                                     |
| 9        | 20 de diciembre de 2017 | 7.313%                              | 8.376%                              | 7.4%                                |                                     |
| 10       | 21 de diciembre de 2017 | 7.910%                              | 8.809%                              | 7.7%                                |                                     |
| 11       | 3 de enero de 2018      | 9.095%                              | 10.139%                             | 8.7%                                |                                     |
| 12       | 4 de enero de 2018      | 9.393%                              | 10.511%                             | 9.6%                                |                                     |
| 13       | 10 de enero de 2018     | 10.142%                             | 11.077%                             | 10.2%                               |                                     |
| 14       | 11 de enero de 2018     | 10.615%                             | 11.531%                             | 11.3%                               |                                     |
| 15       | 17 de enero de 2018     | 10.477%                             | 11.620%                             | 10.9%                               |                                     |
| 16       | 18 de enero de 2018     | 11.195%                             | 12.299%                             | 10.9%                               |                                     |
| Promedio | Promedio                | 7.559%                              | 8.386%                              | 7.6%                                |                                     |
| Especial | 27 de diciembre de 2017 | 5.110%                              | 5.658%                              | 5.3%                                |                                     |

## Música
El OST de la serie fue producido por "CJ E&M" y "Koong Entertainment", y estuvo conformado por diez partes:

#### Parte 1
| N.º | Intérprete | Título       | Letra             | Música | Duración |
| --- | ---------- | ------------ | ----------------- | ------ | -------- |
| 1   | Bewhy      | "OK"         | Gray, DAX y Bewhy | Bewhy  | 3:12     |
| 2   | -          | "OK" (Inst.) | -                 | -      | 3:12     |

#### Parte 2
| N.º | Intérpretes            | Título             | Letra       | Música         | Duración |
| --- | ---------------------- | ------------------ | ----------- | -------------- | -------- |
| 1   | Kang Seung-yoon y Mino | "The Door" (문)    | Mino y Zico | Zico y Poptime | 3:21     |
| 2   | -                      | "The Door" (Inst.) | -           | -              | 3:21     |

#### Parte 3
| N.º | Intérprete  | Título                     | Letra | Música | Duración |
| --- | ----------- | -------------------------- | ----- | ------ | -------- |
| 1   | Park Bo-ram | "Like A Dream" (꿈만 같아) | DGG   | DGG    | 3:02     |
| 2   | -           | "Like A Dream" (Inst.)     | -     | -      | 3:02     |

#### Parte 4
| N.º | Intérprete | Título                    | Letra        | Música       | Duración |
| --- | ---------- | ------------------------- | ------------ | ------------ | -------- |
| 1   | Eric Nam   | "Bravo, My Life!"         | Jong-jin Kim | Jong-jin Kim | 4:05     |
| 2   | -          | "Bravo, My Life!" (Inst.) | -            | -            | 4:05     |

#### Parte 5
| N.º | Intérprete | Título                       | Letra         | Música | Duración |
| --- | ---------- | ---------------------------- | ------------- | ------ | -------- |
| 1   | Heize      | "Would Be Better" (좋았을걸) | Heize y DAVII | Heize  | 3:40     |
| 2   | -          | "Would Be Better" (Inst.)    | -             | -      | 3:40     |

#### Parte 6
| N.º | Intérprete  | Título              | Letra       | Música | Duración |
| --- | ----------- | ------------------- | ----------- | ------ | -------- |
| 1   | Woo Won-jae | "Nostalgia" (향수)  | Woo Won-jae | Woogie | 3:21     |
| 2   | -           | "Nostalgia" (Inst.) | -           | -      | 3:21     |

#### Parte 7
| N.º | Intérpretes | Título                | Letra                   | Música   | Duración |
| --- | ----------- | --------------------- | ----------------------- | -------- | -------- |
| 1   | CNU y Baro  | "No Problem" (괜찮아) | Shim Jae-hee y Primeboi | Primeboi | 3:33     |
| 2   | -           | "No Problem" (Inst.)  | -                       | -        | 3:33     |

#### Parte 8
| N.º | Intérpretes                     | Título                                  | Letra | Música | Duración |
| --- | ------------------------------- | --------------------------------------- | ----- | ------ | -------- |
| 1   | DAVII ft. Kim Min-jae (REAL.BE) | "That's The Way It Goes" (다이런거지뭐) | DAVII | DAVII  | 3:49     |
| 2   | -                               | "That's The Way It Goes" (Inst.)        | -     | -      | 3:49     |

#### Parte 9
| N.º | Intérprete | Título                                | Letra  | Música                | Duración |
| --- | ---------- | ------------------------------------- | ------ | --------------------- | -------- |
| 1   | Zion.T     | "Those Days (Without You)" (하루일과) | Zion.T | Zion.T, Slom y Peejay | 3:05     |
| 2   | -          | "Those Days (Without You)" (Inst.)    | -      | -                     | 3:05     |

#### Parte 10
| N.º | Intérpretes  | Título                   | Letra        | Música           | Duración |
| --- | ------------ | ------------------------ | ------------ | ---------------- | -------- |
| 1   | Rhythm Power | "How Strange" (희한하네) | Rhythm Power | Topic Of Changan | 3:23     |
| 2   | -            | "How Strange" (Inst.)    | -            | -                | 3:23     |

## Premios y nominaciones
| Año  | Categoría                                  | Premio                      | Nominado          | Resultado |
| ---- | ------------------------------------------ | --------------------------- | ----------------- | --------- |
| 2018 | Mejor actor revelación                     | 2nd The Seoul Award         | Park Hae-soo      | Ganó      |
| 2018 | Mejor actor de reparto                     | 2nd The Seoul Award         | Park Ho-san       | Nominado  |
| 2018 | Premio a la excelencia, actor en miniserie | 6th APAN Star Award         | Park Hae-soo      | Nominado  |
| 2018 | Mejor actor de reparto                     | 6th APAN Star Award         | Park Ho-san       | Ganó      |
| 2018 | Most Popular Actor                         | 54th Baeksang Arts Award    | Jung Hae-in       | Ganó      |
| 2018 | Mejor actor de reparto                     | 54th Baeksang Arts Award    | Park Ho-san       | Ganó      |
| 2018 | Mejor actor revelación                     | 54th Baeksang Arts Award    | Park Hae-soo      | Nominado  |
| 2018 | Mejor director                             | 54th Baeksang Arts Award    | Shin Won-ho       | Nominado  |
| 2018 | Mejor guion                                | 54th Baeksang Arts Award    | Jung Bo-hoon      | Nominado  |
| 2018 | Mejor serie                                | 12th Korean Cable TV Award  | "Prison Playbook" | Ganó      |
| 2018 | Mejor serie                                | 22nd Asian Television Award | "Prison Playbook" | Nominado  |

## Producción
La serie fue creada por Lee Woo-jung. También es conocida como "Wise Prison Life" y/o "Smart Prison Living".
Fue dirigida por Shin Won-ho, quien contó con el apoyo del guionista Jung Bo-hoon.
Mientras que la producción estuvo a cargo de Park Soo-woo, quien  a su vez contó con el productor ejecutivo Park Sung-jae.
Las filmaciones finalizaron el 16 de enero del 2018, La primera lectura del guion fue realizada el 17 de julio del 2017 en CJ E&M Center, Sangam-dong, Seúl, Corea del Sur.
También contó con el apoyo de la compañía tvN, y fue distribuida por CJ ENM y Netflix.